# 弗里曼
弗里曼，弗瑞曼 或者 費利文（英語：Freeman）可以指：

## 人物
- 戈登·弗里曼（英語：Dr. Gordon Freeman），美国演员、导演。
- 馬丁·費里曼 （英語：Martin John Christopher Freeman，1971年9月8日－），英国男演員。
- 卡西迪·弗里曼 （英語：Cassidy Freeman，1982年4月22日－），美国演员、歌手、钢琴家。
- 弗萊迪·弗里曼（英語：Frederick Charles Freeman, 1989年9月12日－），美国职业棒球大联盟的一垒手。
- 盧基·費利文 （英語：Luke Freeman，1992年3月22日－），英国足球运动员。
- 沃尔特·杰克逊·弗里曼二世（英語：Walter Jackson Freeman II，1895年11月14日－1972年5月31日），美国医师。
- 基隆·弗瑞曼（英語：Kieron Samuel Freeman；1992年3月21日－），英国足球运动员。
- 克里斯賓·弗里曼（英語：Crispin Freeman，1972年2月9日－），美国配音演员。
- 雷·弗里曼（英語：Raymond Freeman，1932年1月6日－2022年5月1日），英国化学家。
- 罗恩·弗里曼（英語：Ron Freeman，1947年6月12日－），美国男子田径运动员，主攻短跑。

|  | 本页或本分段罗列了姓氏为「弗里曼」的人物。 如果是一个指代特定个人的内链将您引导到本页，請考慮修正該人物的名字以將链接指向正確的條目。 |